# Libellula
Libellula là một chi chuồn chuồn ngô trong họ Libellulidae, phân bố rộng khắp vùng ôn đới của bắc bán cầu. Hầu hết các loài được tìm thấy ở Mỹ, các loài ở đây có kích thước lớn thường sống ở những hồ nước ngọt vào mùa hè. Nhiều loài có cánh sặc sỡ.

## Các loài

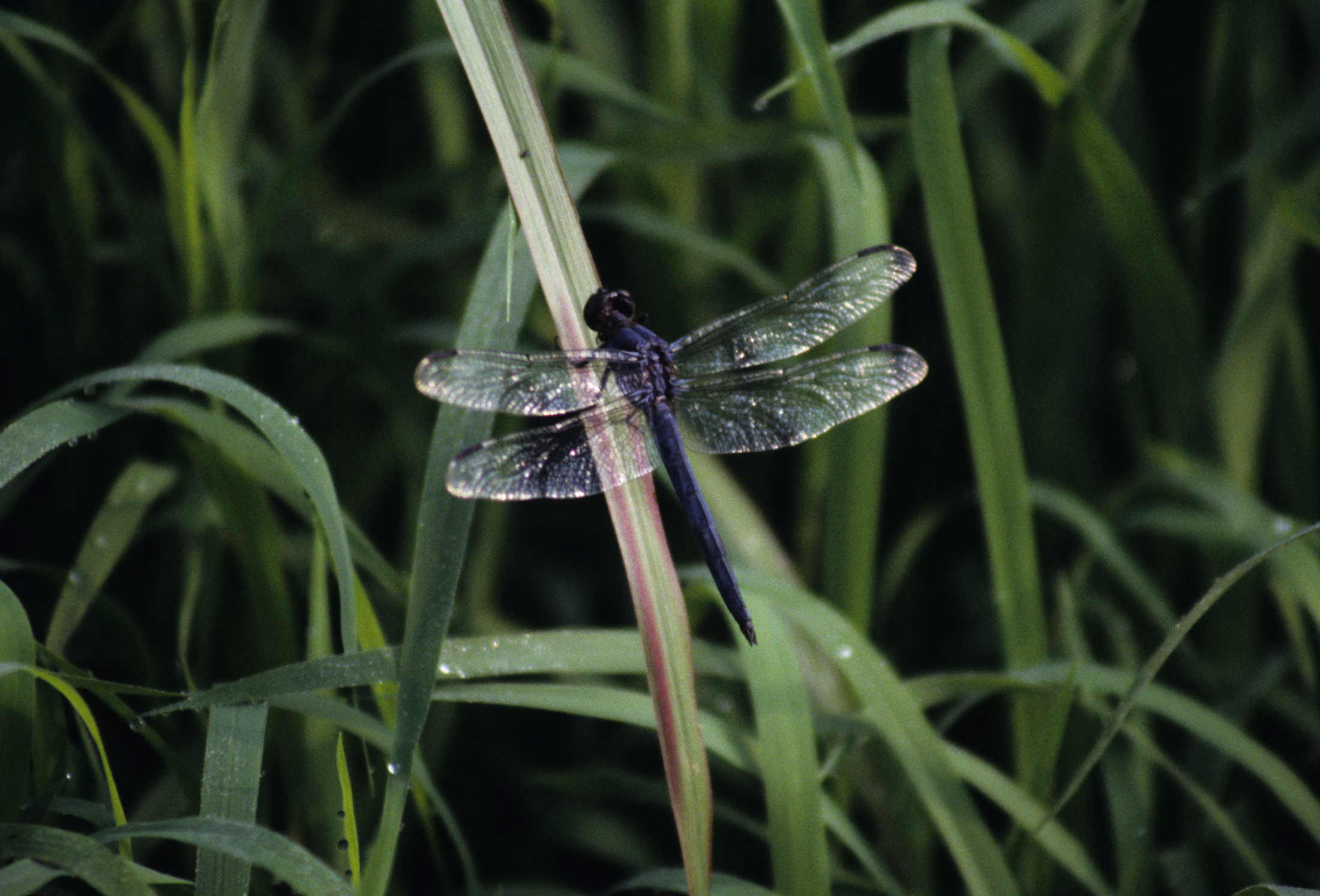
Slaty Skimmer, Libellula incesta

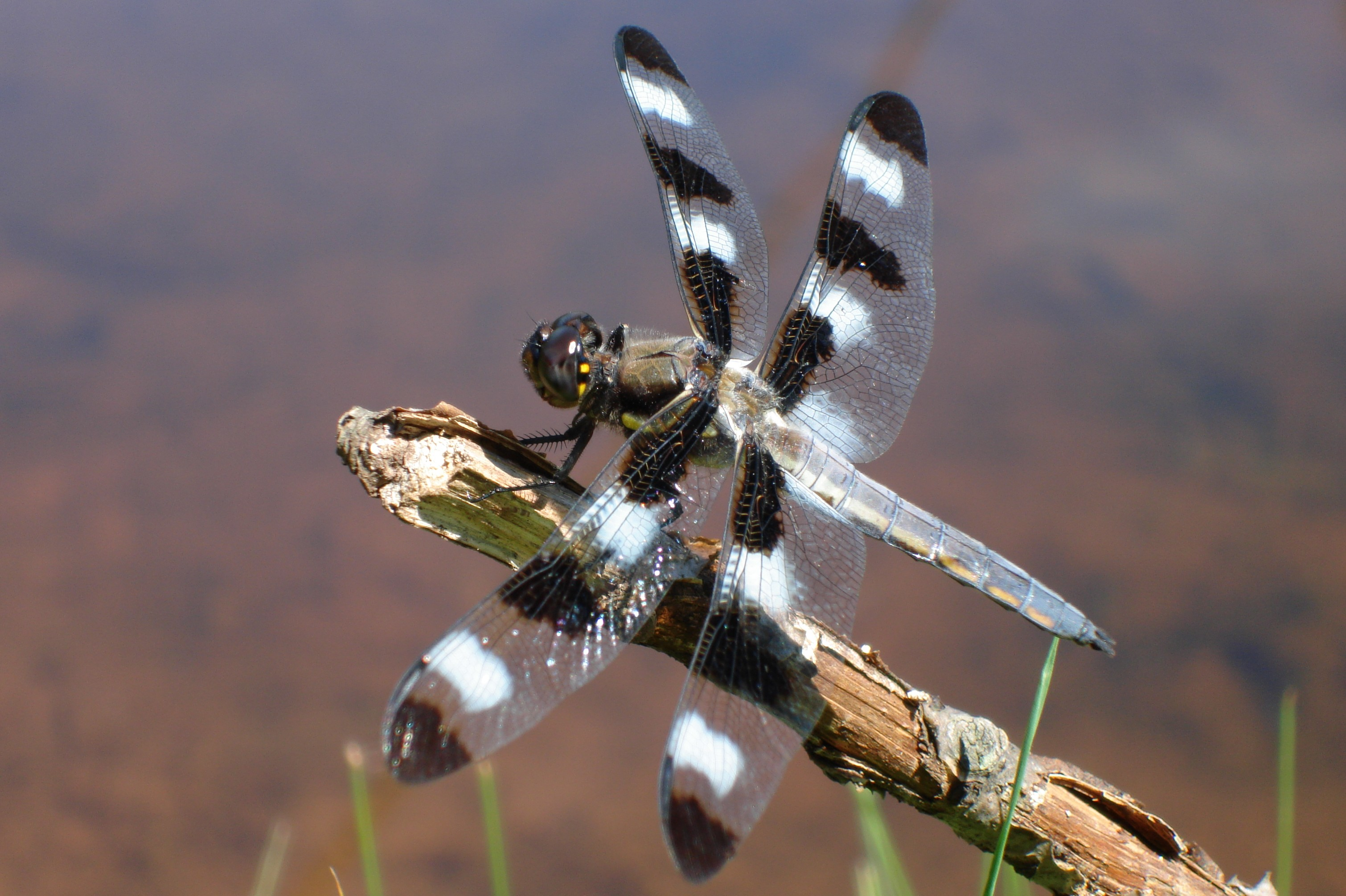
Libellula pulchella

Ngoại trừ những loài nêu khác đi, còn lại là loài bản địa của Bắc Mỹ.
- Libellula angelina Selys, 1883 (Bắc Trung Hoa, Nhật Bản)
- Libellula auripennis Burmeister, 1839 (Bắc và Trung Mỹ)
- Libellula axilena Westwood, 1837
- Libellula comanche Calvert, 1907
- Libellula composita (Hagen, 1873)
- Libellula croceipennis Selys, 1869 (Bắc và Trung Mỹ)
- Libellula cyanea Fabricius, 1775
- Libellula depressa Linnaeus, 1758 (châu Âu, Tây Á). Đôi khi bao gồm trong chi Ladona.
- Libellula flavida Rambur, 1842
- Libellula foliata (Kirby, 1889) (Mexico)
- Libellula forensis Hagen, 1861
- Libellula fulva Müller, 1764
- Libellula gaigei Gloyd, 1838 (Trung Mỹ)
- Libellula herculea Karsch, 1889 (Trung và Nam Mỹ)
- Libellula incesta Hagen, 1861
- Libellula jesseana Williamson, 1922
- Libellula luctuosa Burmeister, 1839
- Libellula lydia Drury, 1773
- Libellula mariae Garrison, 1992 (Trung Mỹ)
- Libellula melli Schmidt, 1948 (Trung Quốc)
- Libellula needhami Westfall, 1943
- Libellula nodisticta Hagen, 1861
- Libellula pulchella Drury, 1770
- Libellula quadrimaculata Linnaeus, 1758 (Châu Âu và Bắc Mỹ)
- Libellula saturata Uhler, 1857
- Libellula semifasciata Burmeister, 1839
- Libellula vibrans Fabricius, 1793

## Hình ảnh

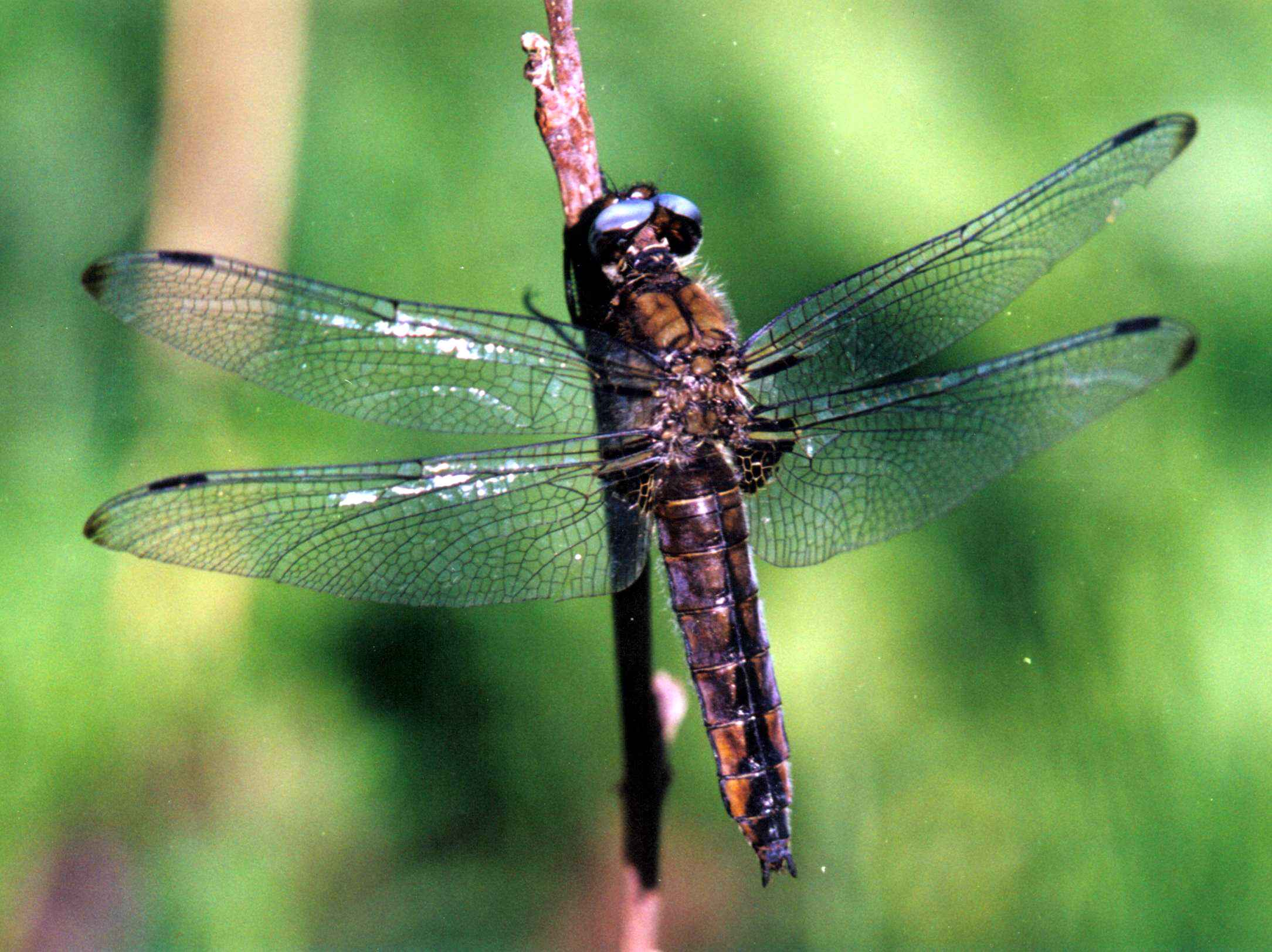
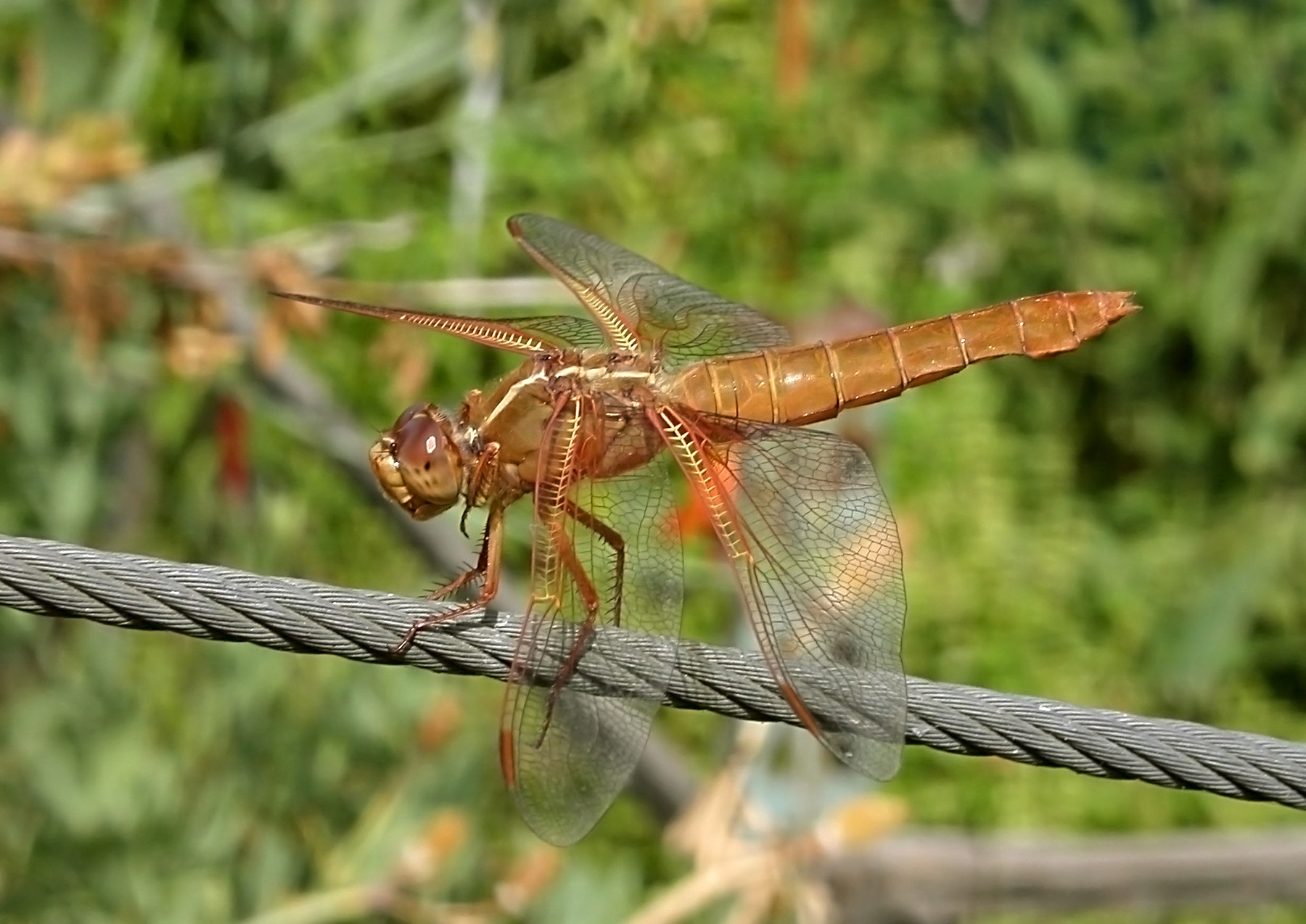
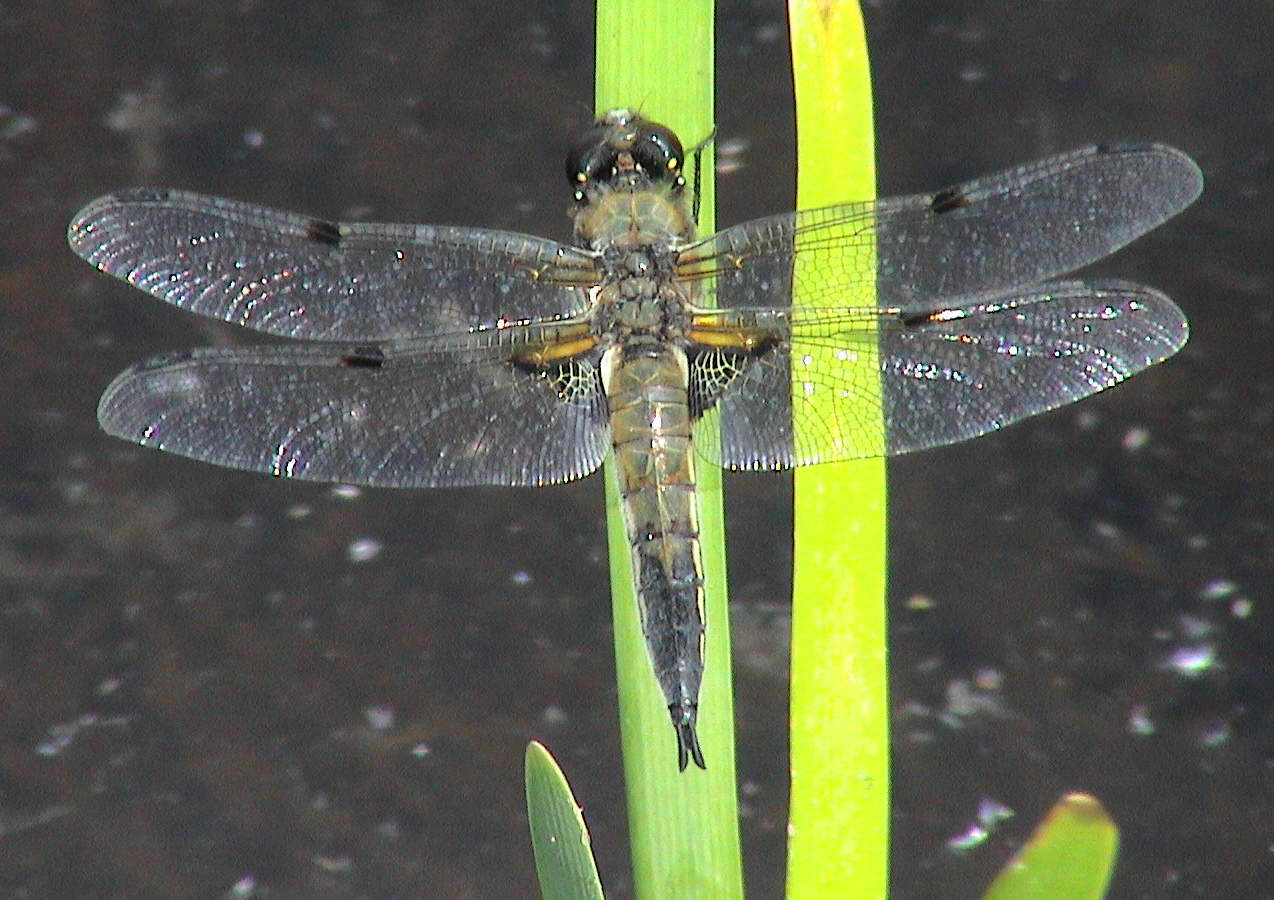

### Ladona
- Ladona deplanata (Rambur, 1842)
- Ladona exusta (Say, 1839)
- Ladona julia (Uhler, 1857)

### Plathemis
- Plathemis lydia (Drury, 1770)
- Plathemis subornata Hagen, 1861